# Teseo (nome)
Teseo  è un nome proprio di persona italiano maschile.

## Varianti
- Maschili: Tesio[2][3]
- Femminili: Tesea[2][3]

### Varianti in altre lingue
- Catalano: Teseu[4]
- Francese: Thésée
- Greco antico: Θησεύς (Theseus)[2][5]
- Greco moderno: Θησέας (Theseas)
- Inglese: Theseus[6]
- Latino: Theseus[2]
- Russo: Тесей (Tesej)
- Spagnolo: Teseo[4]

## Origine e diffusione

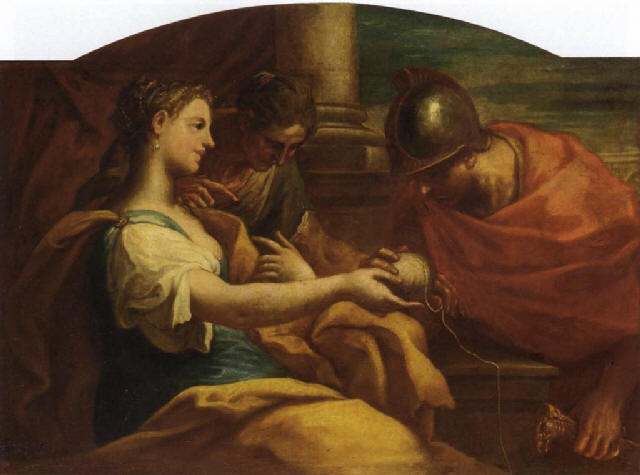
Teseo e Arianna, di Niccolò Bambini

Nome di matrice classica, è portato nella mitologia greca da Teseo, l'eroe che uccise il Minotauro. L'etimologia del nome, in greco antico Θησεύς (Theseus), è incerta, probabilmente pregreca e quindi non decifrabile; alcune fonti hanno comunque ipotizzato un accostamento a vari vocaboli greci, come τῐ́θημῐ (títhēmi, "fare", "disporre", "pagare"), θής (thḗs, "mercenario", che deriva comunque da τῐ́θημῐ) o θεός (theós, "dio"). 
In italiano è raro; negli anni 1970 se ne contavano circa ottocento occorrenze (varianti incluse), di cui un terzo in Emilia-Romagna e le restanti sparse al Nord e al Centro. Sono registrate due pronunce del nome: una piana, con accento sulla seconda e ("Tesèo"), che riflette l'originale pronuncia greca, e l'altra sdrucciola ("Tèseo"), che ricalca invece quella latina. Nei paesi anglofoni è documentato, nella forma Theseus, dal XIX secolo.

## Onomastico
È un nome adespota, in quanto non è portato da alcun santo, quindi l'onomastico si festeggia il 1º novembre in occasione di Ognissanti.

## Persone
- Teseo Taddia, atleta italiano

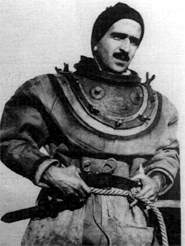
Teseo Tesei

- Teseo Tesei, militare e inventore italiano

## Il nome nelle arti
- Teseo è un personaggio della commedia Sogno di una notte di mezza estate
- Theseus Scamander è un personaggio apparso nel film del 2018 Animali fantastici - I crimini di Grindelwald, diretto da David Yates.